# Bhutan na Letnich Igrzyskach Olimpijskich 2000
Bhutan na Letnich Igrzyskach Olimpijskich 2000 reprezentowało 2 zawodników - 1 mężczyzna i 1 kobieta.

## Skład kadry

### Łucznictwo
- Jubzang Jubzang - indywidualnie mężczyźni (odpadł w 1 rundzie przegrywając z Nico Hendrickx)
- Tshering Chhoden - indywidualnie kobiety (odpadła w 1 rundzie przegrywając z Hamdiah)